# Якопо Дзуккі
Якопо Дзуккі або Іакопо, син майстра П'єтра Цукка (італ. Jacopo Zucchi, близько 1540, Флоренція — близько 1596, Рим) — італійський художник-маньєрист.

## Життєпис

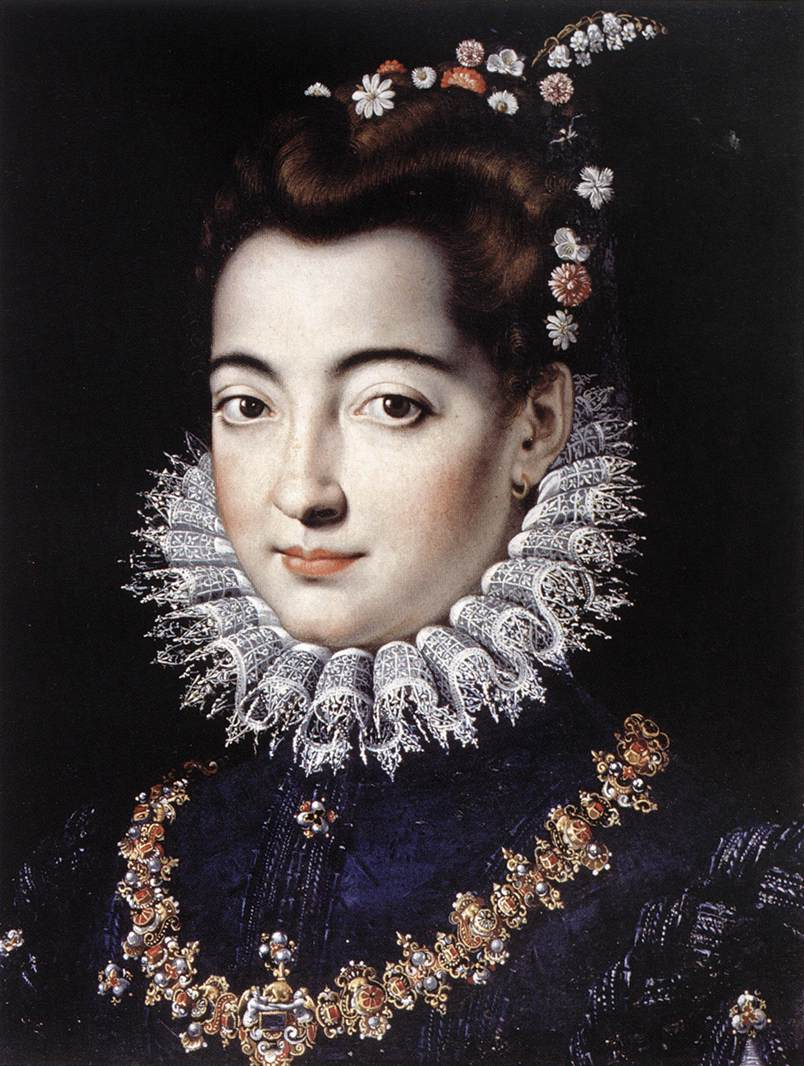
Портрет пані

Якопо Дзуккі був учнем і помічником Джорджо Вазарі.Разом зі своїм вчителем  оздоблював Залу п’ятисот і Студію Франческо I у Палаццо Веккіо у Флоренції.
1572 року оселився в Римі, де писав фрески в палаці і віллі кардинала Фердинанда Медічі.
Розписував фрески в римських церквах, зокрема у храмах Трініта дей Пеллеґріні, Святого Духа в Сассіа, і палацах.
1581 року Дзуккі став членом гільдії святого Луки.
У своїх роботах поєднував риси італійського маньєризму з голландським впливом.

## Викрадення творів Якопо Дзуккі
1908 року твори Якопо Дзуккі, Веронезе, фламандських і французьких митців із Національної галереї стародавнього мистецтва тимчасово передали італійському посольству в Берліні. У травні 1945 року радянській підрозділ зайняв амбасаду й вивіз картини до СРСР. Росія не збирається повертати Італії викрадені твори, оскільки вважає їх компенсацією за втрати, які країна зазнала під час Другої світової війни

## Галерея

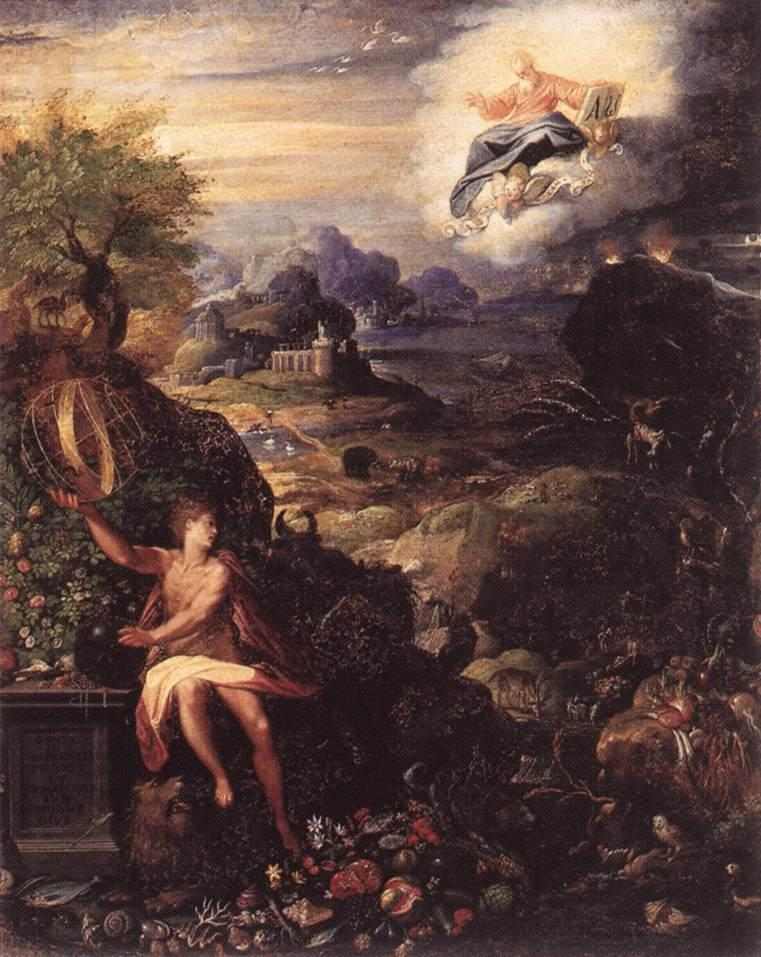
«Алегорія творіння», бл. 1585
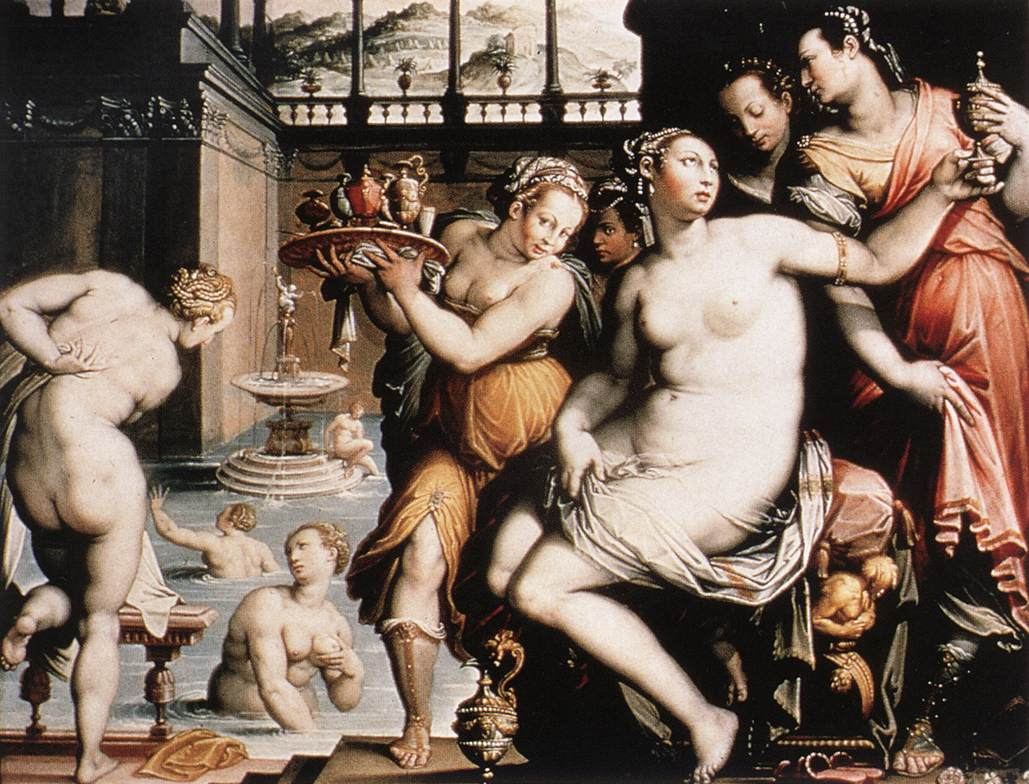
«Туалет Вирсавії», після 1573
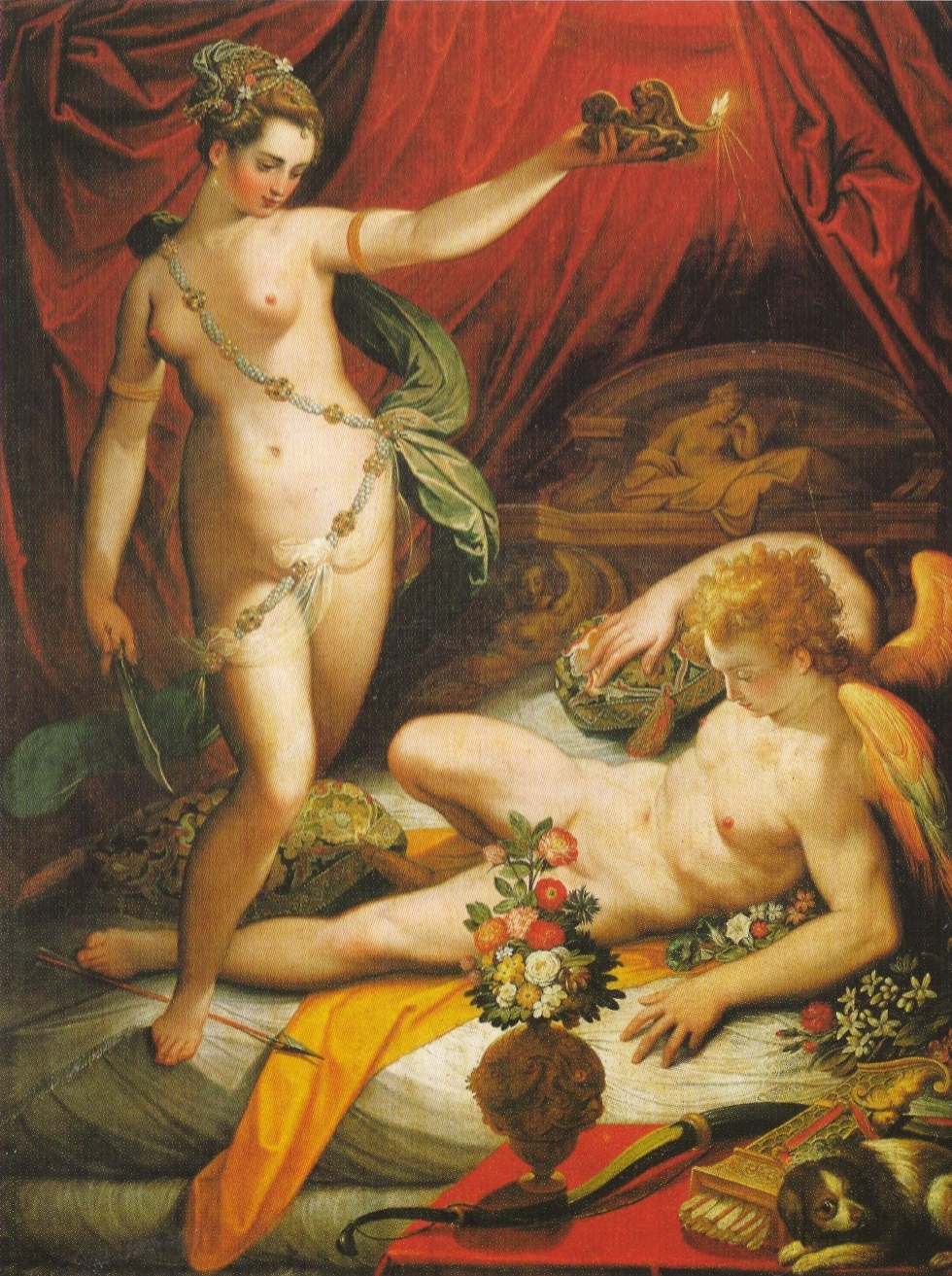
«Амур і психея», бл. 1589
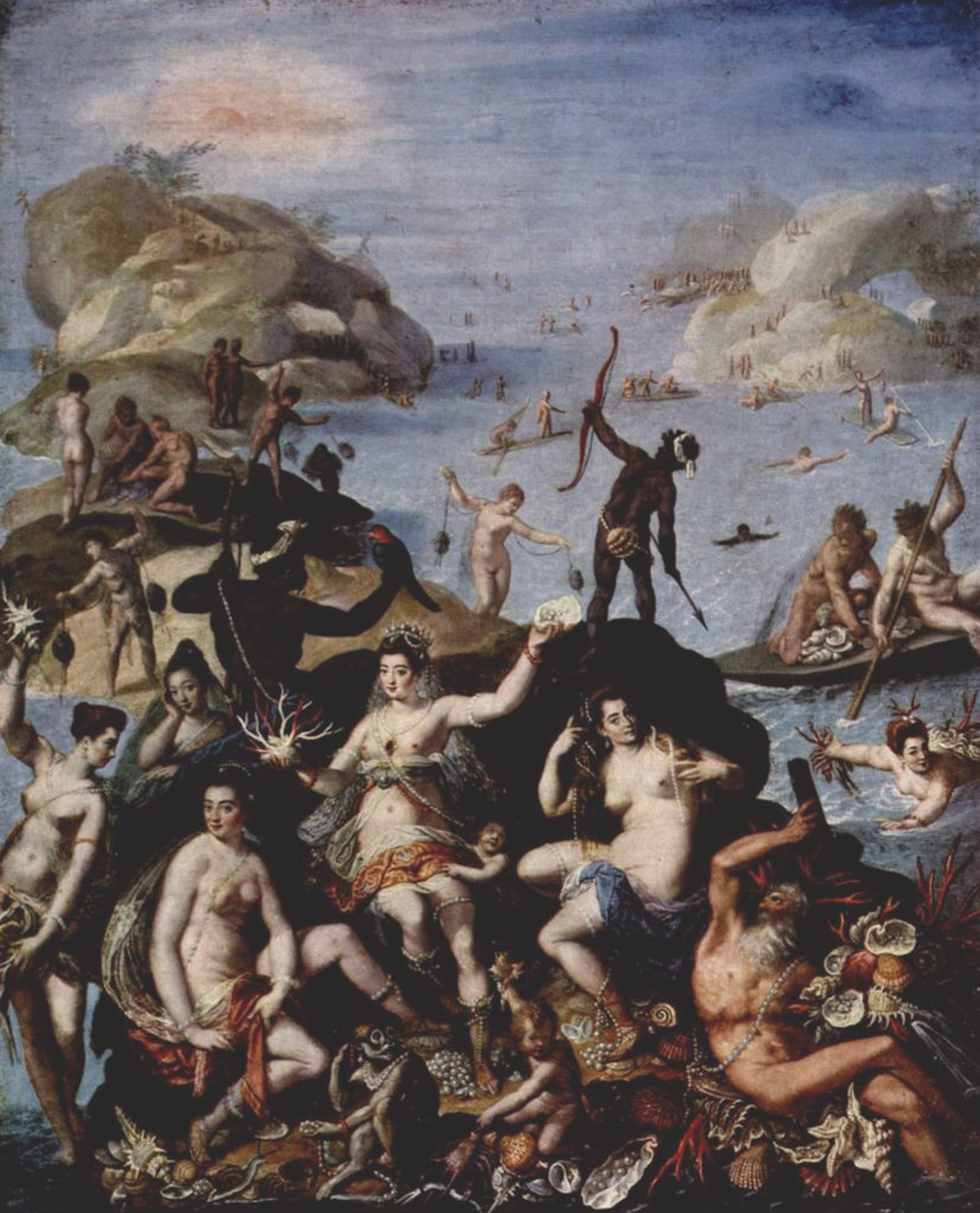
«Ловці перлів», бл. 1585
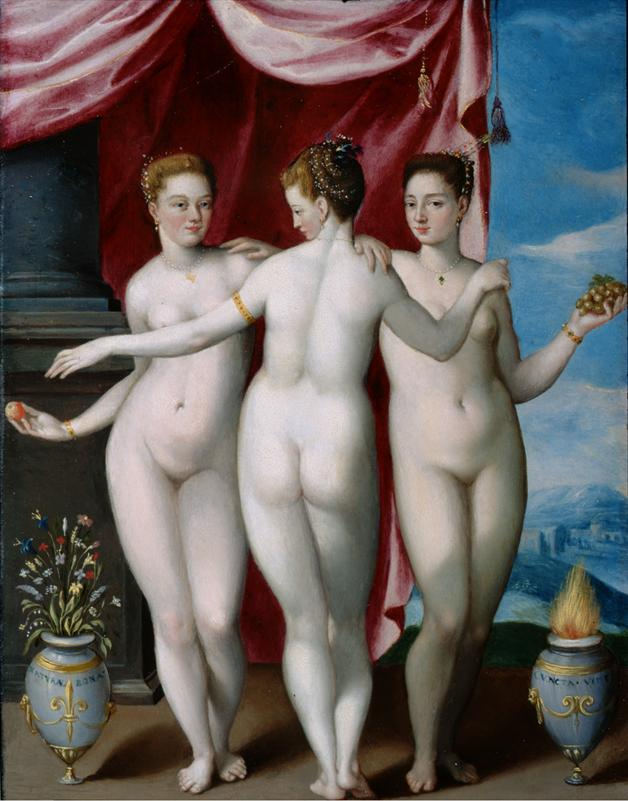
«Три грації». бл. 1575
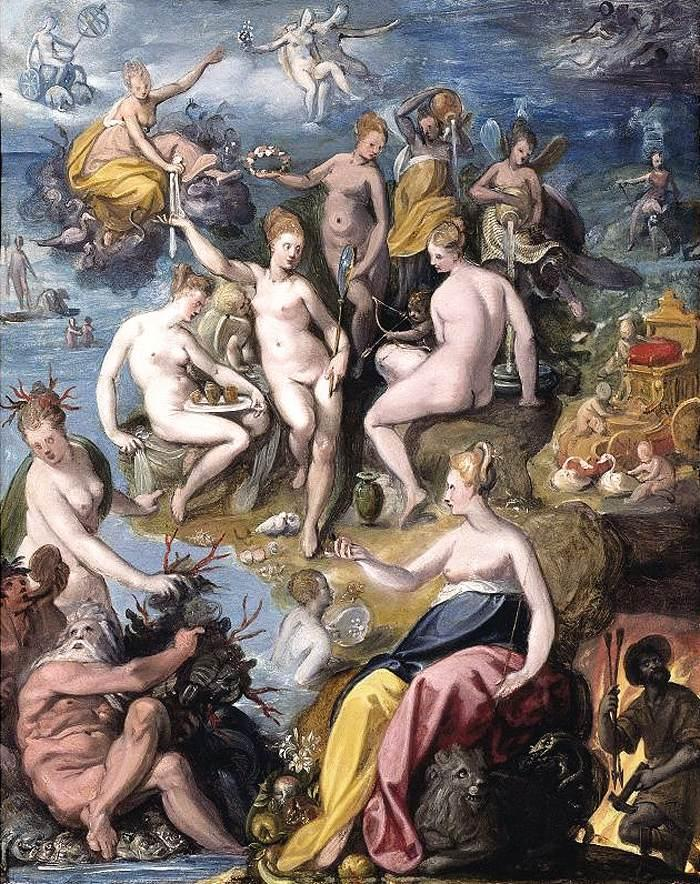
«Чотири стихії»
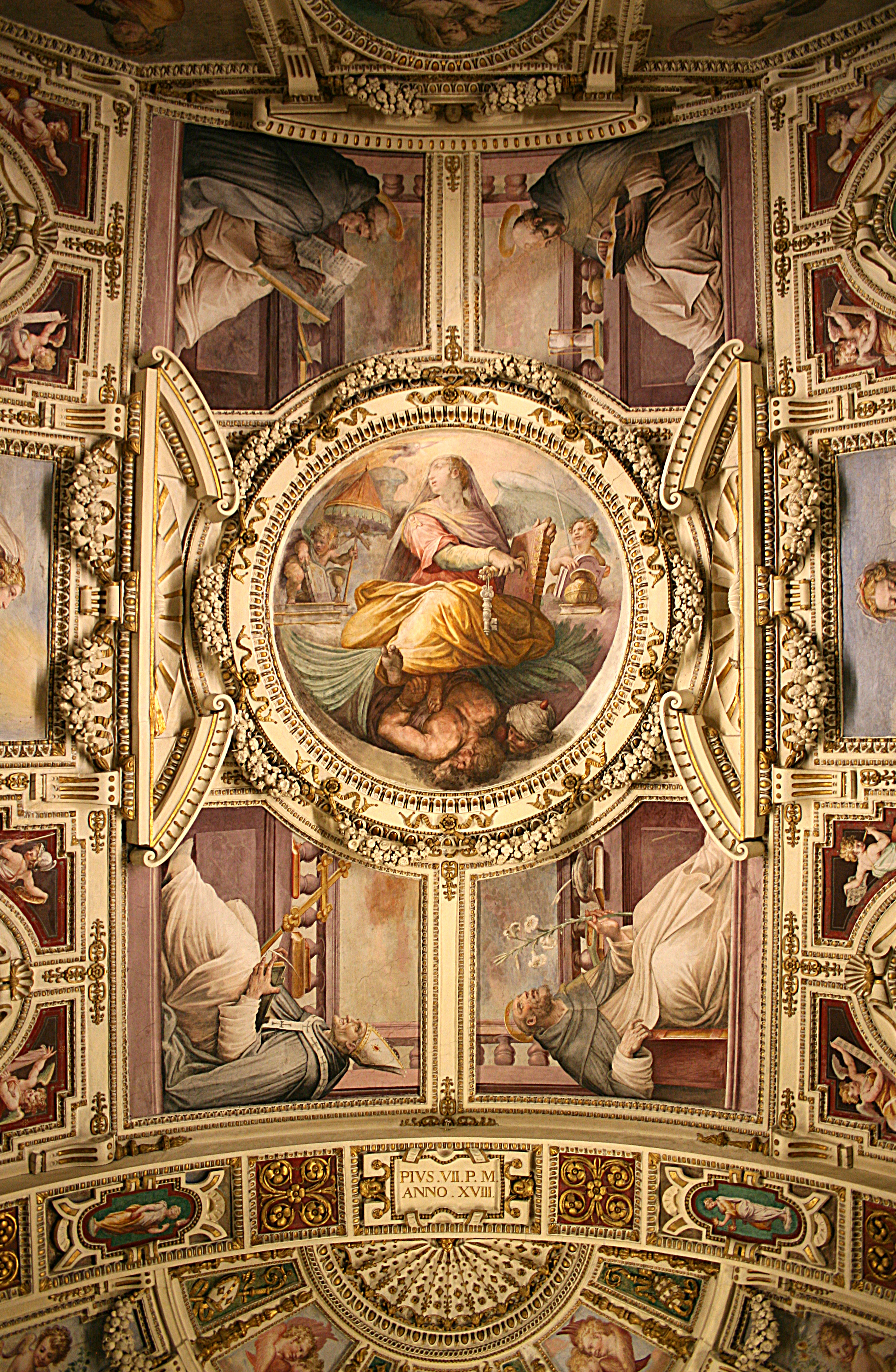
Каплиця святого Піо V (Ватикан)